# Mogotes
Mogotes est une municipalité colombienne située dans le département de Santander.